# Lygodactylus capensis
Lygodactylus capensis (карликовий гекон капський) — вид геконоподібних ящірок родини геконових (Gekkonidae). Мешкає в Південній Африці.

## Опис
Довжина самців Lygodactylus capensis (без врахування хвоста) становить 39 мм, самиць 43 мм. Верхня частина тіла сірувато-коричнева, від морди до плечей ідуть темні смуги. Горло поцятковане сірими і коричневими плямами, живіт кремовий. Нижня сторона хвоста покрита липкими пластинками, як на пальцях, що дозволяє геконам використовувати його як п'яту кінцівку.

## Поширення і екологія
Капські карликові гекони мешкають в Замбії, Зімбабве, південному Малаві, південно-східній Анголі, Ботсвані, Намібії і Південно-Африканській Республіці. Вони живуть в тропічних лісах і чагарникових заростях та у вологих саванах, трапляються в садах і поблизу людських поселень, на висоті до 1800 м над рівнем моря. В природному середовищі зустрічаються на стовбурах і гілках дерев і кущів. Капські карликові гекони часто утримуються  як домашні улюбленці.